# Język Adamowy (mormonizm)

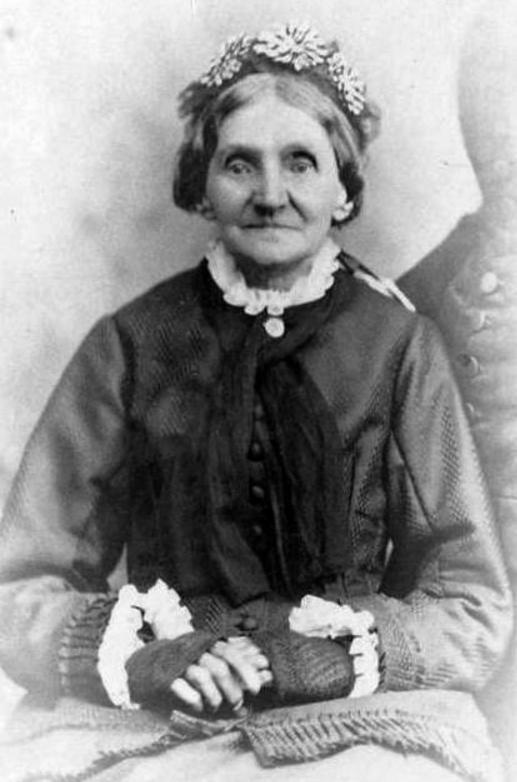
Elizabeth Ann Smith Whitney, mormońska pionierka, która miała otrzymać dar śpiewu w języku Adamowym

Język Adamowy – w wierzeniach ruchu świętych w dniach ostatnich (mormonów) uniwersalny prajęzyk. Osadzony w mormońskich pismach świętych, wypowiedziach pierwszych przywódców Kościoła Jezusa Chrystusa Świętych w Dniach Ostatnich oraz z późniejszej tradycji. Określany jako czysty i niesplugawiony, wykorzystywany miał być do prowadzenia księgi pamięci. Stanowi obiekt spekulacji teologicznych, do 1990 był częścią mormońskich obrzędów świątynnych. Utrwalony w mormońskiej tradycji, wedle której mają się z niego pochodzić takie wyrażenia jak Ahman czy Adam-ondi-Ahman.

## Geneza i źródła
Informacje na temat jego miejsca i roli w wierzeniach świętych w dniach ostatnich można wywieść z pism świętych tej tradycji religijnej, komentarzy poczynionych na jego temat przez wczesnych przywódców Kościoła oraz z wynikającej z tych dwóch pierwszych źródeł późniejszej tradycji. Zwłaszcza twórcę mormonizmu interesowały zagadnienia związane z językiem. Często odwoływał się do swojej wiedzy z tego właśnie zakresu, włączając w to języki takie jak greka, angielski czy tak zwany reformowany egipski. W tym ostatnim miały być zresztą prowadzone zapisy na złotych płytach, w mormońskich wierzeniach tekście źródłowym Księgi Mormona. Dodatkowo, w 1836 Joseph Smith odebrał lekcje hebrajskiego. Języka tego uczył się od Joshuy Seixasa. Nabytą wiedzę wykorzystywał później do uzasadnienia i podbudowania wprowadzanych przez siebie innowacji doktrynalnych, czasem w dosyć swobodny sposób.
Mimo rozległych zainteresowań językowych Smitha, sam koncept języka Adamowego nie odgrywa w tym, co można określić mianem mormońskiej doktryny, istotnej roli. Nie istnieje też żadne oficjalne oświadczenie władz kościelnych poświęcone jego naturze czy statusowi.
Z zapisu zawartego w rozdziale szóstym Księgi Mojżesza wchodzącej w skład Perły Wielkiej Wartości można wyczytać, że był on czysty i niesplugawiony. Miał również formę pisaną i jako taki był wykorzystywany do prowadzenia księgi pamięci. 
Brigham Young nauczał, że język ten trwał i był używany od czasów Adama aż do wieży Babel oraz związanego z nią pomieszania języków. Najprawdopodobniej został zachowany przez Jereda i jego rodzinę i jako taki miał być przyniesiony na zachodnią półkulę przez protoplastów ludu Jeredytów, co wynika z przekazu Księgi Etera wchodzącej w skład Księgi Mormona. Przekonanie to utrwaliło w mormońskiej myśli, powielił je chociażby Joseph Fielding Smith w swojej wpływowej The Way to Perfection z 1931.

## W mormońskim kulcie świątynnym
Język Adamowy był częścią obrzędów świątynnych, praktyk stanowiących kulminację życia religijnego świętych w dniach ostatnich. Wszelkie mające przynależeć doń sylaby zostały usunięte z obrzędu obdarowania na skutek reformy z 1990.

## W mormońskiej teologii
Jakkolwiek w kulturze Kościoła Jezusa Chrystusa Świętych w Dniach Ostatnich teologia jest traktowana z pewną niechęcią, wynikającą prawdopodobnie z przywiązania do doktryny ciągłości objawienia, szereg spekulacji na temat języka Adamowego zdołał się przebić do mormońskiego dyskursu. Łączy się z nim werset dziewiąty trzeciego rozdziału biblijnej Księgi Sofoniasza mówiący o przywróceniu narodom warg czystych. Zauważa się w tych samych ściśle teologicznych rozważaniach, że utrata czystości przez kulturę adamową po wydarzeniach związanych z wieżą Babel automatycznie przyczyniła się do utraty jasności wyrazu przynależnej do języka Adamowego.
Poczyniono pewne przypuszczenia na temat natury tegoż języka, określając go mianem doskonałego oraz przewyższającego którykolwiek z obecnie istniejących języków. Miał on być przy tym albo celestialnym językiem bogów, albo też jego adaptacją w formie przystosowanej do ludzkich ograniczeń. W swej formie pisanej miał szczególnie dobrze nadawać się do utrwalania treści objawionych przez ducha Bożego natchnienia.
Zauważano przy tym jego moc oraz piękno w oparciu o wzmiankę w Księdze Etera. Komentowano też przyszłą możliwość ponownego używania tego języka przez ludzkość, jak również i to, że święci przemawiający w językach mogą w niektórych przypadkach używać czystego języka Adamowego.
Wiążąc język Adamowy z ogółem mormońskiego kanonu pism świętych, niektórzy komentatorzy zastanawiali się, czy lamanicka królowa wspomniana w dziewiętnastym rozdziale Księgi Almy, głosząc dzięki darowi Ducha Świętego, używała właśnie tej mowy.

## W mormońskiej historii i tradycji
Koncept języka Adamowego znalazł trwałe miejsce w tradycji świętych w dniach ostatnich. W początkach mormońskiej historii niektóre słowa pochodzące z tej mowy mogły zostać objawione Josephowi Smithowi oraz wspomnianemu już Brighamowi Youngowi. Tradycja zalicza do nich chociażby nazwę Adam-ondi-Ahman czy też imię Ahman. O ile nazwa ta odnosi się do miejsca w hrabstwie Daviess w stanie Missouri, do którego miał się udać Adam po opuszczeniu ogrodu Eden, o tyle imię ma stanowić jedno z imion Boga Ojca. Z języka Adamowego miały zostać zaczerpnięte sekretne imiona wczesnych mormońskich przywódców obecne we wszystkich wydaniach Nauk i Przymierzy, aż do 1981. 
Dar przemawiania czy też śpiewu w owej mowie nie ograniczał się wśród pierwszych świętych w dniach ostatnich do posiadaczy kapłaństwa. Nie był tym samym ograniczony jedynie do mężczyzn, co kontekście tego jak istotne jest w mormonizmie kapłaństwo nabiera bardzo wyrazistego wydźwięku.
Dar śpiewu w języku Adamowym miała otrzymać zatem również Elizabeth Ann Smith Whitney, w tym przypadku wraz z obietnicą, że nigdy go nie utraci, jeśli pozostanie wierna Kościołowi. Rok przed śmiercią, zatem w 1881, po raz ostatni zaśpiewała w nim dla grupy przyjaciół, wykorzystując w ten sposób ów duchowy dar po raz ostatni. Do mowy tej nawiązał również Ezra Taft Benson, trzynasty prezydent Kościoła (1985–1994), wskazując na jej uniwersalne przywrócenie jako na możliwe rozwiązanie kwestii różnorodności językowej.
Język Adamowy przewija się w życiu i działalności Elizy R. Snow, poetki oraz jednej z najbardziej prominentnych kobiet dziewiętnastowiecznego mormonizmu. Snow obdarzona miała być zdolnością przemawiania w tym właśnie języku. Nazywała go przy tym odmiennie, używając raczej określenia język Ewy, w harmonii ze swymi wysiłkami na rzecz uwydatnienia kobiecego pierwiastka obecnego w mormońskiej myśli.